# Maitena Burundarena
Maitena Inés Burundarena, connue sous son premier prénom, Maitena, née en mai 1962 à Buenos Aires est une auteure de bande dessinée argentine. 

## Biographie
Maitena Inés Burundarena naît en mai 1962 à Buenos Aires d'une mère architecte et d'un père ingénieur. Celui-ci dirige l’Université technologique de Buenos Aires avant d'être ministre de l'éducation dans le dernier gouvernement de la dictature militaire du général Videla. Elle est le sixième enfant de la famille et a trois frères et sœurs. Alors que ceux-ci suivent un parcours scolaire classique, Maitena se révolte très tôt et fugue dès l'âge de douze ans. Refusant le système scolaire, elle préfère apprendre par elle-même. À dix-sept ans elle est enceinte de son premier enfant. Deux ans plus tard, mariée, elle attend le deuxième. Elle commence sa carrière de dessinatriceĪen plaçant des dessins dans de nombreuses revues argentines. Mais c'est dans les années 1980 qu'elle prend son envol en étant dessinatrice pour de nombreuses revues érotiques d'Amérique du Sud ou d'Europe comme  Makoki, Sex Humor, Fierro, Humor et Cerdos&Peces. Sex Humor et Humor sont à l'époque des institutions de la bande dessinée contestataire. Maitena affirme que c'est là qu'elle a vraiment appris son métier de dessinatrice. Pour Fierro elle crée la série Barrio Chino avec Juan Martini. Ses bandes dessinées sont d'abord exclusivement pornographiques mais peu à peu elle y apporte de l'humour au point de ne plus réaliser que des bandes dessinées humoristiques. En plus de ces dessins de presse ou ses bandes dessinées érotiques, elle fait aussi des illustrations de livres pour enfants. Elle crée sa première bande dessinée non-érotique, intitulée Flo pour le journal Tiempo Argentino.
En 1993, elle se voit confier une page hebdomadaire dans Para Ti (es), le plus important journal féminin argentin, où elle crée Les Déjantées (Mujeres alteradas). Le succès est immédiat, reprise dans plusieurs journaux à travers le monde, la série est compilée en cinq albums vendus à plus d'un million d'exemplaires, dont 700.000 hors d'Argentine, surtout dans les pays hispanophones et lusophones mais également en France. Elle travaille à partir de 1998 sur la série intitulée Superadas pour La Nación dont le lectorat est plutôt conservateur. Cependant le succès ne se dément pas et ses dessins d'humours touchent plusieurs catégories de lecteurs bien qu'elle critique les bases de la société argentine. En 1998, elle est mère pour la troisième fois. L'année d'après, son strip Superadas commence à paraître dans le journal espagnol El Pais. De ce moment, elle acquiert une gloire internationale et ses strips sont publiés dans vingt pays. En 2003, elle arrête Superadas et crée, toujours pour La Nación Purvas peligrosas.

## Influences
Maitena lit beaucoup dans sa jeunesse et parmi les auteurs dont elle reconnaît l'influence, se trouvent Quino, Fontanarrosa et Claire Bretecher ; la série animée des Simpsons est aussi une œuvre dont elle se réclame.

## Reconnaissance
Le travail de Maitena a une audience internationale. Publiée dans vingt pays, les recueils de ces bandes dessinées ont été vendues à plus d'un million d'exemplaires à travers le monde. Des romanciers ont tressé ses louanges comme Juan José Millás qui explique qu'« il y a des pages dans les magazines que l'on lit et il y en a d'autres qui lorsqu'on les regarde, parlent de vous. Parmi celles qui font cela, les siennes sont les meilleures ». Quant à l'autrice Rosa Montero elle affirme : « tout art est une tentative pour comprendre ce que nous sommes et Maitena est une artiste au sens le plus profond et le plus absolu ».

## Analyse
L'œuvre de Maitena est complexe car elle peut être interprétée de plusieurs façons. Elle est autant une mise sur papier de la vie des Argentines dans lesquelles peuvent se reconnaître les femmes des autres pays et le monde qu'elle dépeint est celui de toutes les sociétés occidentales. Toutefois, ces femmes sont issues de la bourgeoisie, sont hétérosexuelles et leurs soucis sont ceux d'une certaine partie de la population. Les autres femmes sont exclues de ce monde. De plus alors qu'à ses débuts, elle était une rebelle, elle a repris, depuis que ses bandes sont publiées dans des journaux reconnus, les modèles de pensée d'une société bien-pensante. Dans Side Dishes, Melissa A Fitch affirme ainsi que Maitena reprend une idéologie classique, voire stérétypique concernant les femmes, les homosexuels, etc. Par ailleurs, quoiqu'elle ait réalisé des séries pornographiques et que, selon ses dires, elle apprécie les relations sexuelles, dans ses strips, la sexualité est présentée plutôt de façon déprimante.

## Publications en langue française
- Les Déjantées, Métailié, 4 vol., 2002-2005.
- Tournants dangereux, Métailié, 2 vol., 2005-2008.